# Hawker Centre

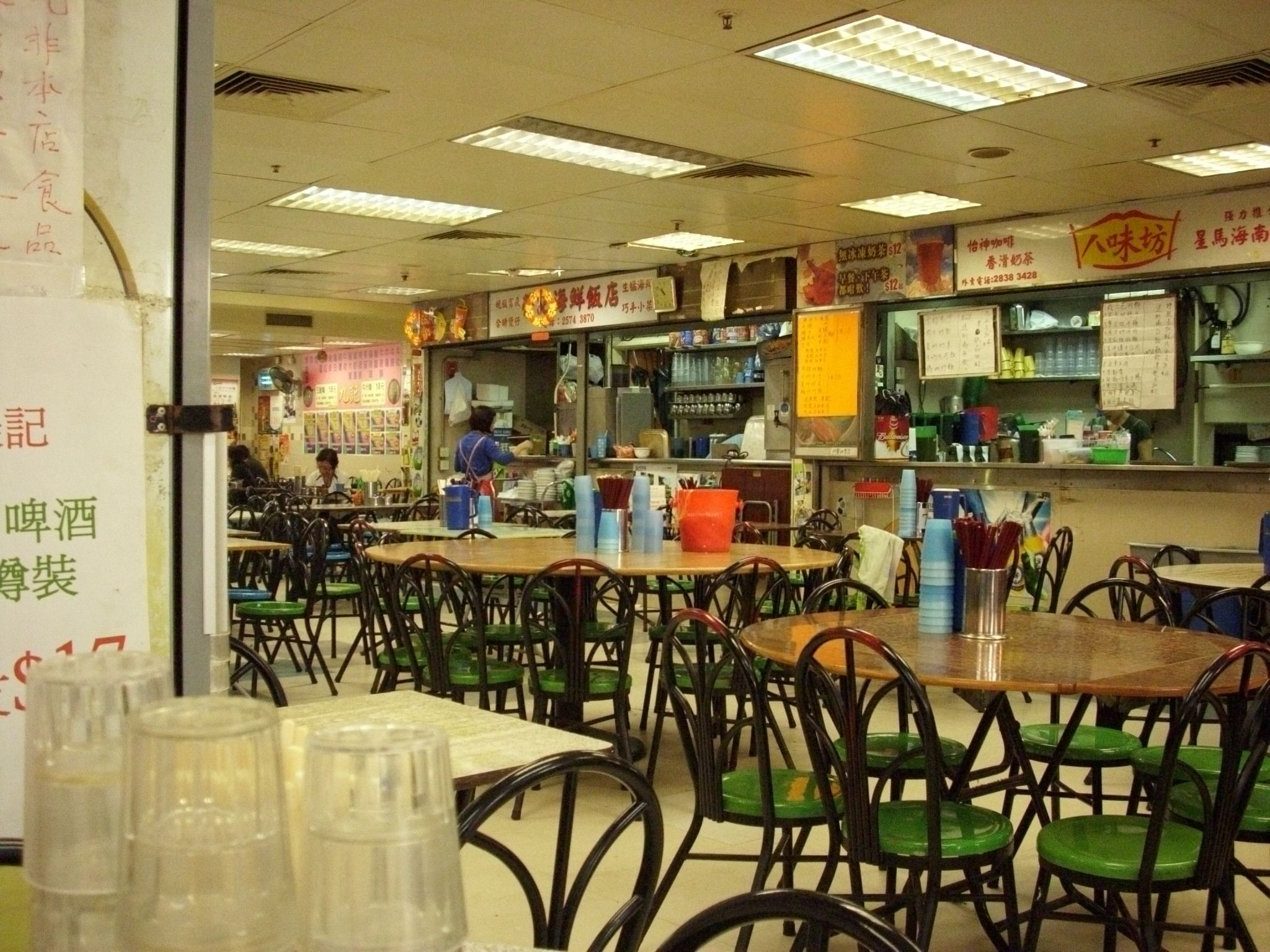
Hawker House in Hong Kong

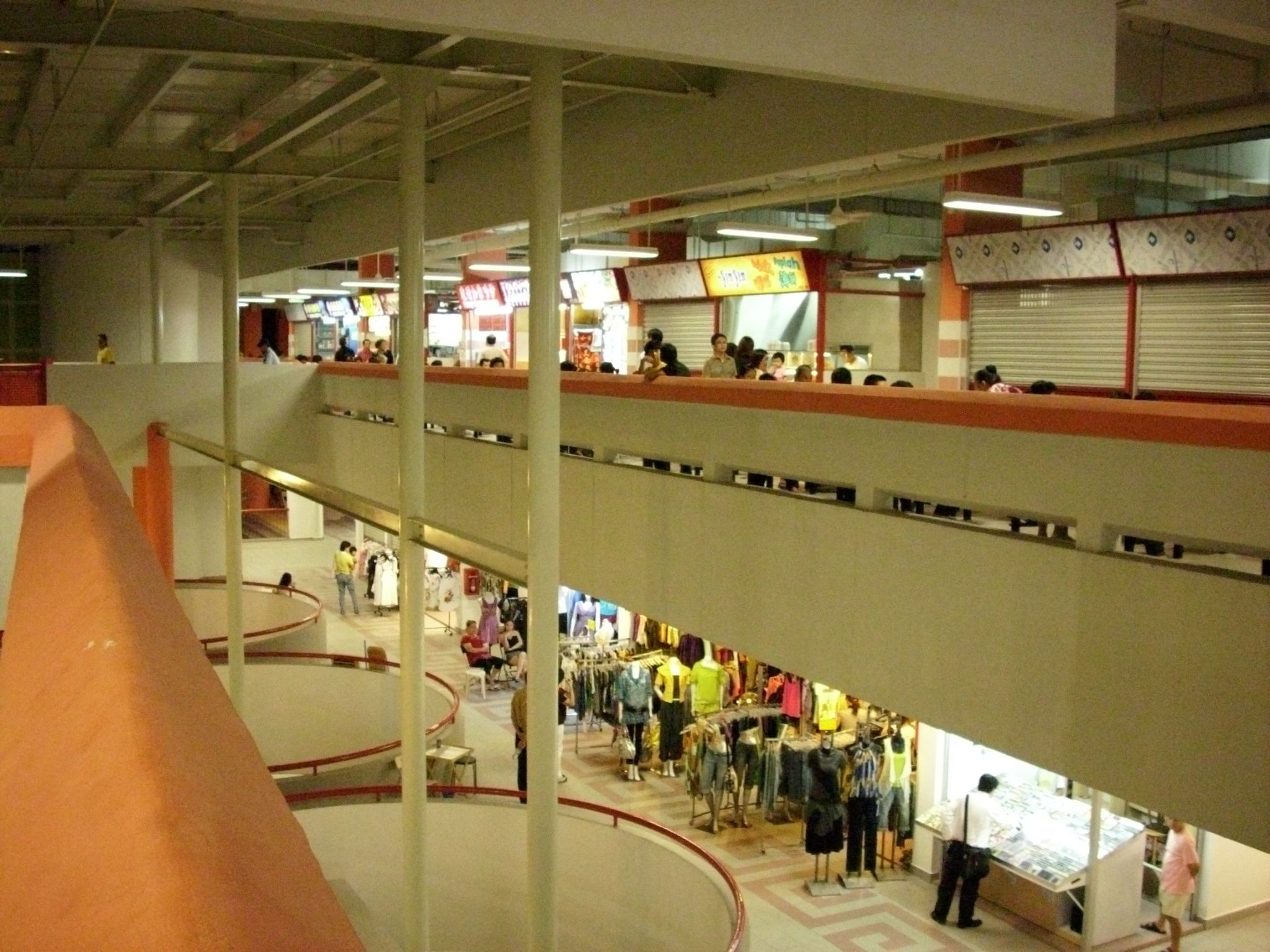
Hawker Center im Chinatown Complex, Singapur

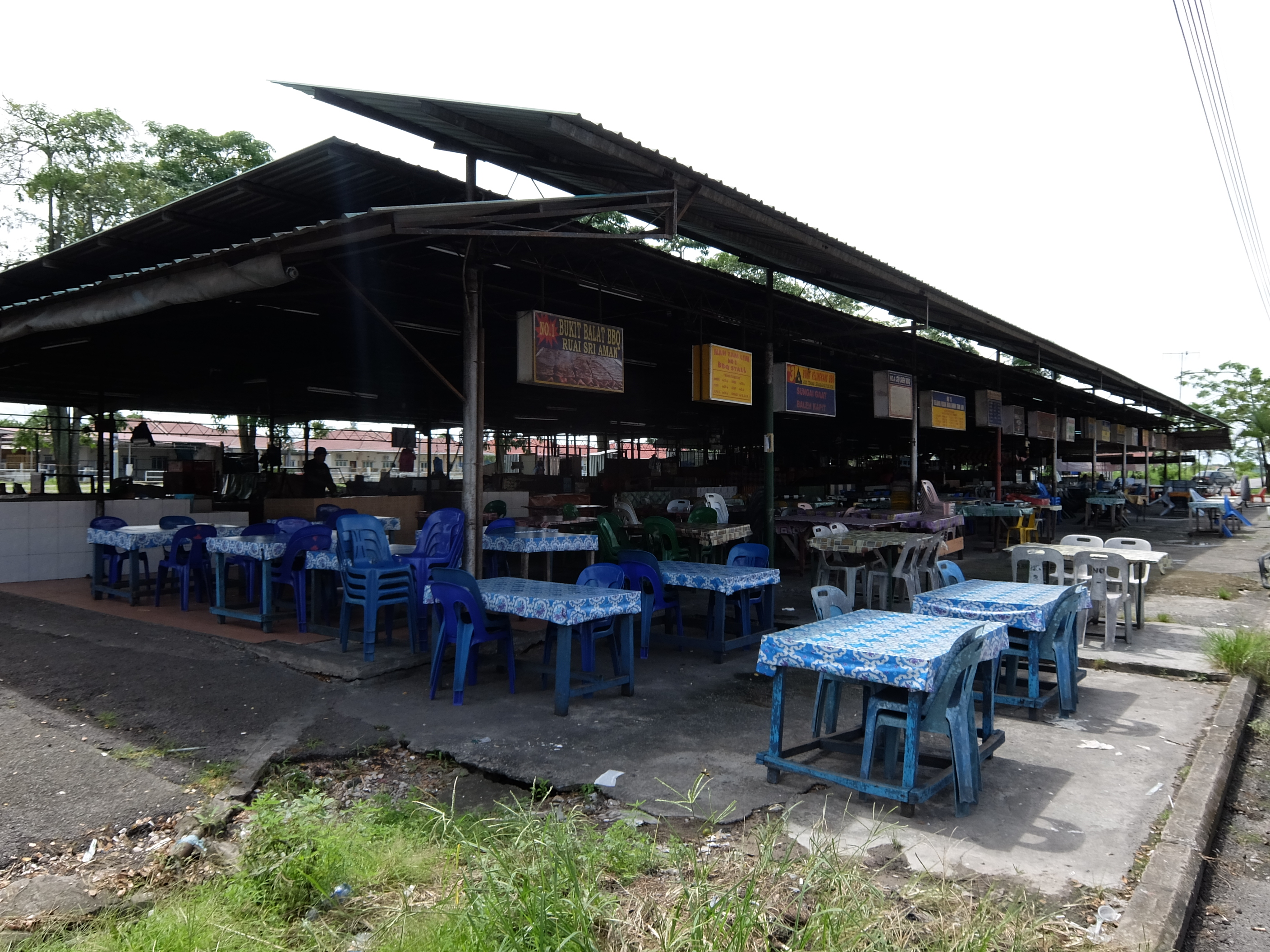
Hawker Center in Malaysia (2018)

Hawker Center (chinesisch: 小贩中心; pinyin: xiǎofàn zhōngxīn oder chinesisch: 熟食中心; pinyin: shúshí zhōngxīn) sind halboffene, überdachte Gebäude in Singapur, Malaysia, Hongkong und auf den Riau-Inseln mit vielen Ständen, die eine Vielzahl von preiswerten Mahlzeiten anbieten. Sie befinden sich typischerweise in Stadtzentren, in der Nähe von öffentlichen Wohnsiedlungen oder Verkehrsknotenpunkten (z. B. Busknoten oder Bahnhöfen).
Hawker-Zentren wurden als eine hygienische Alternative zu den Straßenküchen im Freien eingerichtet. Anstelle von mobilen Speisewagen sind für die Händler dort feste Stände in Freiluftgebäuden vorgesehen. Den Kunden stehen gemeinsame Tische und Stühle zur Verfügung.
Dieses Konzept hat die Straßenhändler in Singapur komplett überflüssig gemacht und die Zahl der Straßenhändler in den großen Städten Südostasiens reduziert. Unterstützt wird dieses Phänomen auch durch Hawker-Lizenzgesetze, die jedoch verhindern, dass neue Unternehmer mit niedrigem Kapital ihr Geschäft aufnehmen können, was zu höheren Preisen bei etablierten Hawker-Center-Ständen führt. Hawker-Zentren können jedoch eine gute Auswahl an qualitativ hochwertigen, hygienischen Lebensmitteln zu günstigen Preisen für jedermann anbieten. Oft sind die Stände auf einzelne Gerichte spezialisiert.

## Singapur
Nach der rasanten Urbanisierung in den 1950er und 1960er Jahren entstanden Hawker-Zentren in Singapur. Sie wurden vor allem gebaut, um das Problem der unhygienischen Nahrungszubereitung durch unlizenzierte Straßenhändler zu lösen. Aufgrund des wachsenden Wohlstands in den Städten Malaysias und Singapurs sind Hawker-Zentren weniger allgegenwärtig geworden. Vor allem in Singapur werden sie zunehmend durch Food-Courts ersetzt, d. h. durch klimatisierte Innenräume in Einkaufszentren.
In den 1950er und 1960er Jahren galten die Hawker-Zentren als Treffpunkt der weniger Wohlhabenden. Sie waren bekannt für ihr unhygienisches Essen, auch wegen des häufigen Auftretens von streunenden Haustieren und Schädlingen. Viele Hawker-Zentren wurden von ihren Betreibern schlecht geführt, es fehlte oft an fließendem Wasser und geeigneten Einrichtungen zur Reinigung. In jüngster Zeit haben sich die Hygienestandards unter dem Druck der lokalen Behörden verbessert. Dazu gehört die Umsetzung einer Lizenzpflicht, für die ein ausreichender Hygienestandard erforderlich ist, und die Belohnung einer außergewöhnlich guten Hygiene. In den späten 1990er Jahren wurde in Singapur mit der Modernisierung oder dem Wiederaufbau von Hawker-Zentren begonnen.
Die Hawker-Zentren in Singapur befinden sich im Besitz von drei Regierungsstellen, nämlich der National Environment Agency (NEA) unter dem Dach des Ministeriums für Umwelt- und Wasserressourcen (MEWR), dem Housing and Development Board (HDB) und der JTC Corporation.
Ab 2016 wurden zwei singapurische Essensstände, beide in Hawker-Zentren, als erste Straßenverkäufer mit einem Michelin-Stern für exzellentes Essen ausgezeichnet. Die beiden Stände sind Hong Kong Soya Sauce Chicken Rice and Noodle und Hill Street Tai Hwa Pork Noodle.
Dank der Gentrifizierung Singapurs erhalten immer mehr Hawker-Zentren ein Facelifting, um die jüngeren Singapurer zu erreichen. Diese neuen, modernen Hawker-Zentren sind nicht nur stilvoll eingerichtet, sie verkaufen auch Lebensmittel, die man normalerweise in Restaurants findet.
Im Jahr 2020 wurden die Hawker-Zentren in die Repräsentative Liste des immateriellen Kulturerbes der Menschheit aufgenommen.

## Hongkong
In Hongkong befinden sich die meisten Hawker-Zentren (熟食中心) entweder in Marktkomplexen von Wohngebieten oder als eigenständige Gebäude (in den meisten Industriegebieten der Fall). Es gibt nur wenige Ausnahmen (z. B. Mong Kok Cooked Food Market befindet sich in den unteren Ebenen des Langham Place Hotels). Hawker-Zentren werden in Hongkong von der Abteilung für Lebensmittel- und Umwelthygiene verwaltet.
Die meisten Stände aus den Hawker-Centern werden durch strenge Vorschriften und Management aus den ehemaligen Dai Pai Dongs (Straßenküchen) umgebaut; die Regierung von Hongkong betrachtet die Bereitstellung von Hawker-Zentren als eine Möglichkeit, die traditionellen Dai Pai Dongs von den lokalen Straßen zu entfernen. Während des industriellen Aufschwungs in den 60er und 70er Jahren baute die Regierung auch Hawker-Zentren in Industriegebieten, um die Bedürfnisse der Arbeiter in großen Industriezentren wie Kwun Tong, Tsuen Wan und Fo Tan zu befriedigen.
Die Stände in den Kochzentren bieten in der Regel lokale Küche an. Diejenigen, die exotische Gerichte verkaufen, sind in der Minderheit.